# حمام شط
حمام شط (به عربی: حمام الشط) یک منطقهٔ مسکونی و شهرک در تونس است که در استان بن عروس واقع شده‌است. حمام شط ۳۱٬۸۵۸ نفر جمعیت دارد. این شهرک در ۲۰ کیلومتری تونس قرار دارد.
در ۱ اکتبر ۱۹۸۵، حمام شط توسط نیروی هوایی اسرائیل طی عملیات پای چوبین بمباران شد.